# Dmytro Werhun
Dmytro Werhun (ros. Dmitrij Wiergun; ur. 17 listopada 1871 w Gródku, zm. 3 września 1951) – ukraiński poeta wywodzący się z Galicji, piszący w języku rosyjskim, moskalofil.
Ukończył studia filozoficzne na uniwersytetach we Lwowie i Wiedniu, pracę końcową poświęcił Melecjuszowi (Smotryckiemu). W Narodnym Domu we Lwowie nauczył się języka rosyjskiego. Swoje wiersze i opowiadania publikował w piśmie Biesieda. W 1897 został osadzony w austriackim więzieniu za opracowanie Programu młodzieży czerwonoruskiej. Po zwolnieniu uniemożliwiono mu podjęcie pracy w charakterze nauczyciela języka ruskiego.
W latach 1900–1904 wydawał w Wiedniu rosyjskojęzyczne pismo Sławianskij wiek. Nawiązał kontakt z rosyjskim pismem Nowoje wriemia i został jego korespondentem. W 1897 założył w Wiedniu koło miłośników języka rosyjskiego i działał na rzecz powstawania podobnych kół w innych miejscowościach. W 1901 wydał zbiór wierszy Czerwonno-russkije otzwuku, zaś w 1905 pracę - Niemieckij Drang nach Osten w cifrach i faktach. Od 1907 żył i działał w Rosji. Pracował dla pisma Nowoje Wriemia, redagując stałą rubrykę poświęconą polityce Austro-Węgier. Działał w Galicyjsko-Russkim Towarzystwie Dobroczynnym.
Część jego wierszy z cyklu Sławianskije zwony została zaadaptowana na utwory muzyczne. W 1915 opublikował w Petersburgu pracę Czto takoje Galicija?.
Emigrował z Rosji po rewolucji październikowej. W 1925 wydał w Pradze pracę Oczerk karpatorusskoj litieratury.